# 法界寺 (荒川区)
法界寺（ほうかいじ）は、東京都荒川区にある浄土宗の寺院。

## 概要
長保年間（999年～1004年）、長盛居士の開基である。
1613年（慶長18年）、明誉善海が中興した。
江戸時代、徳川将軍は鷹狩（鶴御成）のために江戸郊外のこの地を度々訪れており、当寺は観音寺とともに「御膳所」（休憩場所）に充てられた。

## 境内
- 長盛薬師

石刻の仏で眼病のご利益があるという。

## 交通アクセス
- 三河島駅より徒歩6分（経路案内）。
- 新三河島駅より徒歩7分（経路案内）。